# Cerastis manifestolabes
Cerastis manifestolabes är en fjärilsart som beskrevs av Morrison 1874. Cerastis manifestolabes ingår i släktet Cerastis och familjen nattflyn. Inga underarter finns listade i Catalogue of Life.